# Melocarcinus
Melocarcinus is een geslacht van kreeftachtigen uit de klasse van de Malacostraca (hogere kreeftachtigen).

## Soort
- Melocarcinus meekei (Pretzmann, 1968)